# Peronia peronii
Peronia peronii is een slakkensoort uit de familie van de Onchidiidae. De wetenschappelijke naam van de soort is voor het eerst geldig gepubliceerd in 1804 door Cuvier.